# A Nippon Professional Baseball évi hazafutáslistájának vezetői
A baseballban a hazafutás az, amikor az ütőjátékos olyan messzire üti el a labdát, hogy körbe tudja futni a bázisokat – ezzel ő és az esetlegesen előtte álló bázisfutók pontot szereznek a csapatnak – a védőcsapat játékosainak hibája nélkül. Ha a labda a partvonalpóznák között, a külső mező falán kívülre repül az automatikus hazafutást jelent. Ritkábban stadionon belüli hazafutás is történik, amikor az ütőjátékos úgy ér a hazai bázisra, hogy a labda játékban maradt. A Nippon Professional Baseballban (NPB) mindegyik ligában az a játékos nyeri a hazafutáskirály címét, amelyik a legtöbb hazafutást üti a szezonban. Kizárólag az adott ligában beütött hazafutások számítanak a cím eldöntésében, ha egy játékos az év folyamán átigazol az egyik ligából a másikba, akkor a hazafutásait nem viszi át.
A Nippon Professional Baseball elődjének, a japán baseballigának első hazafutásbajnoki címén Fudzsimura Fumio (Oszaka Tigers), Jamasita Minoru (Hankyu) és Furuja Kuranoszuke (Nagoja Kinko) osztozott, mindhárman kettő hazafutást jegyeztek. A Nippon Professional Baseball 1950-es megalapítása után a ligát két divízíóra, a Central League és a Pacific League osztották, előbbit Kozoru Makoto (Shochiku Robins) nyerte, míg utóbbit Bettó Kaoru (Mainichi Orions) 43 hazafutással. Ó Szadaharu a 22 szezonos pályafutása alatt tizenötször vezette a Central League hazafutáslistáját. A második legtöbb hazafutáskirályi címet elnyerő játékos Nomura Kacuja, aki kilencszer lett első a Pacific League-ben. Ó 1962. és 1974. közötti rekorddöntő tizenhárom egymást követő évben is elhódította a címet. A legutóbbi (2018) bajnokok Neftalí Soto (Jokohama DeNA BayStars) 41 hazafutással a Central-, illetve 47-tel Jamakava Hotaka (Szaitama Seibu Lions) a Pacific League-ben.
Ó 1964-ben beállított 55 hazafutásos szezonrekordja 49 éven keresztül állt, amíg Wladimir Balentien 2013-ban 60 hazafutást nem szerzett.

## Lista

### Az egyligás rendszerben
| Év           | Játékos              | Csapat          | Hazafutás |
| ------------ | -------------------- | --------------- | --------- |
| 1936, ősz    | Fudzsimura Fumio     | Oszaka Tigers   | 2         |
| 1936, ősz    | Jamasita Minoru      | Hankyu          | 2         |
| 1936, ősz    | Furuja Kuranoszuke   | Nagoja Kinko    | 2         |
| 1937, tavasz | Nakadzsima Harujaszu | Tokió Kjodzsin  | 4         |
| 1937, tavasz | Macuki Kendzsiró     | Oszaka Tigers   | 4         |
| 1937, ősz    | Takahasi Josio       | Korakuen Eagles | 6         |
| 1938, tavasz | Bucky Harris         | Korakuen Eagles | 6         |
| 1938, ősz    | Nakadzsima Harujaszu | Tokió Kjodzsin  | 10        |
| 1939         | Curuoka Kazuto       | Nankai          | 10        |
| 1940         | Kavakami Tecuharu    | Tokió Kjodzsin  | 9         |
| 1941         | Hattori Cuguhiro     | Nagoja          | 8         |
| 1942         | Furukava Szeizó      | Nagoja          | 8         |
| 1943         | Ivamoto Akira        | Nagoja          | 4         |
| 1943         | Kató Sódzsi          | Nagoja          | 4         |
| 1943         | Furukava Szeizó      | Nagoja          | 4         |
| 1944         | Kanajama Dzsiró      | Sangyo          | 3         |
| 1946         | Ósita Hirosi         | Senators        | 20        |
| 1947         | Ósita Hirosi         | Tokyu Flyers    | 17        |
| 1948         | Aota Noboru          | Yomiuri Giants  | 25        |
| 1948         | Kavakami Tecuharu    | Yomiuri Giants  | 25        |
| 1949         | Fudzsimura Fumio     | Oszaka Tigers   | 46        |

### A kétligás rendszerben
| Év   | Central League     | Central League         | Central League | Pacific League       | Pacific League               | Pacific League |
| Év   | Játékos            | Csapat                 | Hazafutás      | Játékos              | Csapat                       | Hazafutás      |
| ---- | ------------------ | ---------------------- | -------------- | -------------------- | ---------------------------- | -------------- |
| 1950 | Kozuru Makoto      | Shochiku Robins        | 51             | Bettó Kaoru          | Mainichi Orions              | 43             |
| 1951 | Aota Noboru        | Yomiuri Giants         | 32             | Ósita Hirosi         | Tokyu Flyers                 | 26             |
| 1952 | Szugijama Szatosi  | Nagoja Dragons         | 27             | Fukami Jaszuhiro     | Nishitetsu→Tokyu             | 25             |
| 1953 | Fudzsimura Fumio   | Oszaka Tigers          | 27             | Nakanisi Futosi      | Nishitetsu Lions             | 36             |
| 1954 | Aota Noboru        | Taiyō-Shochiku Robins  | 31             | Nakanisi Futosi      | Nishitetsu Lions             | 31             |
| 1955 | Macsida Jukihiko   | Koketsu Swallows       | 31             | Nakanisi Futosi      | Nishitetsu Lions             | 35             |
| 1956 | Aota Noboru        | Taiyō Whales           | 25             | Nakanisi Futosi      | Nishitetsu Lions             | 29             |
| 1957 | Szató Takao        | Koketsu Swallows       | 22             | Nomura Kacuja        | Nankai Hawks                 | 30             |
| 1957 | Aota Noboru        | Taiyō Whales           | 22             | Nomura Kacuja        | Nankai Hawks                 | 30             |
| 1958 | Nagasima Sigeo     | Yomiuri Giants         | 29             | Nakanisi Futosi      | Nishitetsu Lions             | 23             |
| 1959 | Mori Tóru          | Chunichi Dragons       | 31             | Jamaucsi Kazuhiro    | Mainichi Daiei Orions        | 25             |
| 1959 | Kuvata Takesi      | Taiyō Whales           | 31             | Jamaucsi Kazuhiro    | Mainichi Daiei Orions        | 25             |
| 1960 | Fudzsimoto Kacumi  | Oszaka Tigers          | 22             | Jamaucsi Kazuhiro    | Mainichi Daiei Orions        | 32             |
| 1961 | Nagasima Sigeo     | Yomiuri Giants         | 28             | Nomura Kacuja        | Nankai Hawks                 | 29             |
| 1961 | Nagasima Sigeo     | Yomiuri Giants         | 28             | Nakata Josihiro      | Hankyu Braves                | 29             |
| 1962 | Ó Szadaharu        | Yomiuri Giants         | 38             | Nomura Kacuja        | Nankai Hawks                 | 44             |
| 1963 | Ó Szadaharu        | Yomiuri Giants         | 40             | Nomura Kacuja        | Nankai Hawks                 | 52             |
| 1964 | Ó Szadaharu        | Yomiuri Giants         | 55             | Nomura Kacuja        | Nankai Hawks                 | 41             |
| 1965 | Ó Szadaharu        | Yomiuri Giants         | 42             | Nomura Kacuja        | Nankai Hawks                 | 42             |
| 1966 | Ó Szadaharu        | Yomiuri Giants         | 48             | Nomura Kacuja        | Nankai Hawks                 | 34             |
| 1967 | Ó Szadaharu        | Yomiuri Giants         | 47             | Nomura Kacuja        | Nankai Hawks                 | 35             |
| 1968 | Ó Szadaharu        | Yomiuri Giants         | 49             | Nomura Kacuja        | Nankai Hawks                 | 38             |
| 1969 | Ó Szadaharu        | Yomiuri Giants         | 44             | Nagaike Tokudzsi     | Hankyu Braves                | 41             |
| 1970 | Ó Szadaharu        | Yomiuri Giants         | 47             | Oszugi Kacuo         | Toei Flyers                  | 44             |
| 1971 | Ó Szadaharu        | Yomiuri Giants         | 39             | Oszugi Kacuo         | Toei Flyers                  | 41             |
| 1972 | Ó Szadaharu        | Yomiuri Giants         | 48             | Nagaike Tokudzsi     | Hankyu Braves                | 41             |
| 1973 | Ó Szadaharu        | Yomiuri Giants         | 51             | Nagaike Tokudzsi     | Hankyu Braves                | 43             |
| 1974 | Ó Szadaharu        | Yomiuri Giants         | 49             | Clarence Jones       | Oszaka Kintetsu Buffaloes    | 38             |
| 1975 | Tabucsi Kóicsi     | Hanshin Tigers         | 43             | Doi Maszahiro        | Taiheiyō Club Lions          | 34             |
| 1976 | Ó Szadaharu        | Yomiuri Giants         | 49             | Clarence Jones       | Oszaka Kintetsu Buffaloes    | 36             |
| 1977 | Ó Szadaharu        | Yomiuri Giants         | 50             | Leron Lee            | Lotte Orions                 | 34             |
| 1978 | Jamamoto Kódzsi    | Hirosima Toyo Carp     | 44             | Bobby Mitchell       | Nippon-Ham Fighters          | 36             |
| 1979 | Kakefu Maszajuki   | Hanshin Tigers         | 48             | Charlie Manuel       | Oszaka Kintetsu Buffaloes    | 37             |
| 1980 | Jamamoto Kódzsi    | Hirosima Toyo Carp     | 44             | Charlie Manuel       | Oszaka Kintetsu Buffaloes    | 48             |
| 1981 | Jamamoto Kódzsi    | Hirosima Toyo Carp     | 43             | Tony Solaita         | Nippon-Ham Fighters          | 44             |
| 1981 | Jamamoto Kódzsi    | Hirosima Toyo Carp     | 43             | Kadota Hiromicu      | Nankai Hawks                 | 44             |
| 1982 | Kakefu Maszajuki   | Hanshin Tigers         | 35             | Ocsiai Hiromicu      | Lotte Orions                 | 32             |
| 1983 | Jamamoto Kódzsi    | Hirosima Toyo Carp     | 36             | Kadota Hiromicu      | Nankai Hawks                 | 40             |
| 1983 | Ósima Jaszunori    | Chunichi Dragons       | 36             | Kadota Hiromicu      | Nankai Hawks                 | 40             |
| 1984 | Uno Maszaru        | Chunichi Dragons       | 37             | Boomer Wells         | Hankyu Braves                | 37             |
| 1984 | Kakefu Maszajuki   | Hanshin Tigers         | 37             | Boomer Wells         | Hankyu Braves                | 37             |
| 1985 | Randy Bass         | Hanshin Tigers         | 54             | Ocsiai Hiromicu      | Lotte Orions                 | 52             |
| 1986 | Randy Bass         | Hanshin Tigers         | 47             | Ocsiai Hiromicu      | Lotte Orions                 | 50             |
| 1987 | Rick Lancellotti   | Hirosima Toyo Carp     | 39             | Akijama Kódzsi       | Seibu Lions                  | 43             |
| 1988 | Carlos Ponce       | Jokohama Taiyō Whales  | 33             | Kadota Hiromicu      | Nankai Hawks                 | 44             |
| 1989 | Larry Parrish      | Yakult Swallows        | 42             | Ralph Bryant         | Oszaka Kintetsu Buffaloes    | 49             |
| 1990 | Ocsiai Hiromicu    | Chunichi Dragons       | 34             | Orestes Destrade     | Seibu Lions                  | 42             |
| 1991 | Ocsiai Hiromicu    | Chunichi Dragons       | 37             | Orestes Destrade     | Seibu Lions                  | 39             |
| 1992 | Jack Howell        | Yakult Swallows        | 38             | Orestes Destrade     | Seibu Lions                  | 41             |
| 1993 | Etó Akira          | Hirosima Toyo Carp     | 34             | Ralph Bryant         | Oszaka Kintetsu Buffaloes    | 42             |
| 1994 | Taihó Jaszuaki     | Chunichi Dragons       | 38             | Ralph Bryant         | Oszaka Kintetsu Buffaloes    | 35             |
| 1995 | Etó Akira          | Hirosima Toyo Carp     | 39             | Kokubo Hiroki        | Fukuoka Daiei Hawks          | 28             |
| 1996 | Jamaszaki Takesi   | Chunichi Dragons       | 39             | Troy Neel            | Orix BlueWave                | 32             |
| 1997 | Dwayne Hosey       | Yakult Swallows        | 38             | Nigel Wilson         | Nippon-Ham Fighters          | 37             |
| 1998 | Macui Hideki       | Yomiuri Giants         | 34             | Nigel Wilson         | Nippon-Ham Fighters          | 33             |
| 1999 | Roberto Petagine   | Yakult Swallows        | 44             | Tuffy Rhodes         | Oszaka Kintetsu Buffaloes    | 40             |
| 2000 | Macui Hideki       | Yomiuri Giants         | 42             | Nakamura Norihiko    | Oszaka Kintetsu Buffaloes    | 39             |
| 2001 | Roberto Petagine   | Yakult Swallows        | 39             | Tuffy Rhodes         | Oszaka Kintetsu Buffaloes    | 55             |
| 2002 | Macui Hideki       | Yomiuri Giants         | 50             | Alex Cabrera         | Seibu Lions                  | 55             |
| 2003 | Alex Ramírez       | Yakult Swallows        | 40             | Tuffy Rhodes         | Oszaka Kintetsu Buffaloes    | 51             |
| 2003 | Tyrone Woods       | Jokohama BayStars      | 40             | Tuffy Rhodes         | Oszaka Kintetsu Buffaloes    | 51             |
| 2004 | Tuffy Rhodes       | Yomiuri Giants         | 45             | Macunaka Nobuhiko    | Fukuoka Daiei Hawks          | 44             |
| 2004 | Tyrone Woods       | Jokohama BayStars      | 45             | Fernando Seguignol   | Hokkaidó Nippon-Ham Fighters | 44             |
| 2005 | Arai Takahiro      | Hirosima Toyo Carp     | 43             | Macunaka Nobuhiko    | Fukuoka SoftBank Hawks       | 46             |
| 2006 | Tyrone Woods       | Chunichi Dragons       | 47             | Ogaszavara Micsihiro | Hokkaidó Nippon-Ham Fighters | 32             |
| 2007 | Murata Súicsi      | Jokohama BayStars      | 36             | Jamaszaki Takesi     | Tóhoku Rakuten Golden Eagles | 43             |
| 2008 | Murata Súicsi      | Jokohama BayStars      | 46             | Nakamura Takeja      | Szaitama Seibu Lions         | 46             |
| 2009 | Tony Blanco        | Chunichi Dragons       | 39             | Nakamura Takeja      | Szaitama Seibu Lions         | 48             |
| 2010 | Alex Ramírez       | Yomiuri Giants         | 49             | Okada Takahiro       | Orix Buffaloes               | 33             |
| 2011 | Wladimir Balentien | Tokió Yakult Swallows  | 31             | Nakamura Takeja      | Szaitama Seibu Lions         | 48             |
| 2012 | Wladimir Balentien | Tokió Yakult Swallows  | 31             | Nakamura Takeja      | Szaitama Seibu Lions         | 27             |
| 2013 | Wladimir Balentien | Tokió Yakult Swallows  | 60             | Michel Abreu         | Hokkaidó Nippon-Ham Fighters | 31             |
| 2014 | Brad Eldred        | Hirosima Toyo Carp     | 37             | Ernesto Mejía        | Szaitama Seibu Lions         | 34             |
| 2014 | Brad Eldred        | Hirosima Toyo Carp     | 37             | Nakamura Takeja      | Szaitama Seibu Lions         | 34             |
| 2015 | Jamada Tecuto      | Tokió Yakult Swallows  | 38             | Nakamura Takeja      | Szaitama Seibu Lions         | 37             |
| 2016 | Cucugó Jositomo    | Jokohama DeNA BayStars | 44             | Brandon Laird        | Hokkaidó Nippon-Ham Fighters | 39             |
| 2017 | Alex Guerrero      | Chunichi Dragons       | 35             | Alfredo Despaigne    | Fukuoka SoftBank Hawks       | 35             |
| 2018 | Neftalí Soto       | Jokohama DeNA BayStars | 41             | Jamakava Hotaka      | Szaitama Seibu Lions         | 47             |
| 2019 | Neftalí Soto       | Jokohama DeNA BayStars | 43             | Jamakava Hotaka      | Szaitama Seibu Lions         | 43             |
| 2020 | Okamoto Kazuma     | Yomiuri Giants         | 31             | Aszamura Hideto      | Tóhoku Rakuten Golden Eagles | 32             |